# آزادراه (فیلم ۱۹۹۶)
آزادراه (انگلیسی: Freeway) یک فیلم سینمایی آمریکایی در ژانر جنایی و کمدی سیاه به نویسندگی و کارگردانی متیو برایت است که در سال ۱۹۹۶ منتشر شد.

## بازیگران
- ریس ویترسپون
- کیفر ساترلند
- دن هدایا
- آماندا پلامر
- بروک شیلدز
- بریتانی مورفی
- پل پری
- آلانا اوباک
- کونچتا فرل
- لرنا ریور